# Lista över Hall of Fame och Walk of Fame
Detta är en lista över Hall of Fame och Walk of Fame, vilket framför allt är en nordamerikansk tradition för att uppmärksamma framstående personer inom olika verksamheter. 

## Halls of fame

### Luftfart och rymdfart
- Arizona Aviation Hall of Fame
- Astronaut Hall of Fame
- Canada's Aviation Hall of Fame
- Colorado Aviation Hall of Fame
- International Space Hall of Fame
- Iowa Aviation Hall of Fame
- Minnesota Aviation Hall of Fame
- National Aviation Hall of Fame
- Naval Aviation Hall of Honor
- Aviation Hall of Fame and Museum of New Jersey
- Texas Aviation Hall of Fame
- US Space Walk of Fame
- Utah Aviation Hall of Fame

### Musik
- Alabama Jazz Hall of Fame
- Alabama Music Hall of Fame
- American Classical Music Hall of Fame and Museum
- The Apollo Theatre Hall of Fame (New York City)
- Blues Hall of Fame
- Country Music Hall of Fame
- Dance Music Hall of Fame
- Down Beat Jazz Hall of Fame
- Gospel Music Hall of Fame
- Grammy Hall of Fame
- Grammy Lifetime Achievement Award
- Hit Parade Hall of Fame
- International Bluegrass Music Hall of Fame
- International Rockabilly Hall of Fame
- Mississippi Musicians Hall of Fame
- National Band Association Hall of Fame of Distinguished Band Conductors
- Nashville Songwriters Foundation
- Polka Hall of Fame
- Rockabilly Hall of Fame
- Rock and Roll Hall of Fame
- Songwriters Hall of Fame
- South Dakota Rock and Roll Hall of Fame
- UK Music Hall of Fame
- Vocal Group Hall of Fame

### Film, radio, TV och teater
- American Theatre Hall of Fame
- Black Filmmakers Hall of Fame
- Mascot Hall of Fame
- Radio Hall of Fame
- Television Hall of Fame

### Sport

#### Amerikansk fotboll
- College Football Hall of Fame
- Green Bay Packers Hall of Fame
- Pro Football Hall of Fame

#### Fotboll
- Australian Football Hall of Fame
- English Football Hall of Fame
- Gwladys Street's Hall of Fame
- National Soccer Hall of Fame (U.S.)
- Norwich City F.C. Hall of Fame
- Scottish Football Hall of Fame

#### Australiensk fotboll
- Australian Football Hall of Fame
- South Australian Football Hall of Fame
- Tasmanian Football Hall of Fame
- West Australian Football Hall of Fame

#### Baseball och softball
- Canadian Baseball Hall of Fame
- Cuban Baseball Hall of Fame
- Japanese Baseball Hall of Fame
- Mexican Baseball Hall of Fame
- National Baseball Hall of Fame and Museum (U.S.)
- National College Baseball Hall of Fame (U.S.)
- Boston Red Sox Hall of Fame
- Cincinnati Reds Hall of Fame
- Cincinnati Reds Hall of Fame and Museum
- Kansas City Royals Hall of Fame
- Milwaukee Brewers Walk of Fame
- New York Mets Hall of Fame
- New York Yankees Monument Park
- Philadelphia Baseball Wall of Fame
- St. Louis Cardinals Hall of Fame Museum
- Seattle Mariners Hall of Fame
- National Softball Hall of Fame

#### Basketboll
- Basketball Hall of Fame
- National Collegiate Basketball Hall of Fame
- Women's Basketball Hall of Fame

#### Hästsport
- Australian Racing Hall of Fame
- British Horseracing Hall of Fame
- Canadian Horse Racing Hall of Fame
- French Horse Racing Hall of Fame
- Inter Dominion Hall of Fame
- New Zealand Racing Hall of Fame
- New Zealand Trotting Hall of Fame
- United States National Museum of Racing and Hall of Fame
- West Australian Racing Industry Hall Of Fame

#### Ishockey
- Hockey Hall of Fame
- IIHF Hall of Fame
- United States Hockey Hall of Fame
- Wisconsin Hockey Hall of Fame

#### Motorsport
- Canadian Motorsport Hall of Fame
- Indianapolis Motor Speedway Hall of Fame Museum
- International Motorsports Hall of Fame
- Motorcycle Hall of Fame
- Motorsports Hall of Fame of America
- NASCAR Hall of Fame
- National Dirt Late Model Hall of Fame
- National Midget Auto Racing Hall of Fame
- National Sprint Car Hall of Fame
- Off-road Motorsports Hall of Fame
- SCCA Hall of Fame

#### Brottning
- NWA Hall of Fame
- NWA Wrestling Legends Hall of Heroes
- Professional Wrestling Hall of Fame
- St. Louis Wrestling Hall of Fame
- WCW Hall of Fame
- Wrestling Observer Newsletter Hall of Fame
- WWE Hall of Fame

#### Rugby
- Rugby League Hall of Fame
- British Rugby League Hall of Fame (est. 1988)
- Widnes Vikings Hall of Fame (est. 1992)
- Wigan Warriors Hall of Fame (est. 1998)
- Australian Rugby League Hall of Fame (est. 2002)
- IRB Hall of Fame (International Rugby Board) (Rugby union)
- International Rugby Hall of Fame (Rugby union)

#### Andra sporter
- Alabama Sports Hall of Fame
- America's Cup Hall of Fame
- Australian Cricket Hall of Fame
- Bay Area Sports Hall of Fame
- BC Sports Hall of Fame
- Billiard Congress of America Hall of Fame
- Canadian Curling Hall of Fame
- Canadian Football Hall of Fame
- Canadian Lacrosse Hall of Fame
- Canadian Ski Hall of Fame
- Canada's Sports Hall of Fame
- Colorado Sports Hall of Fame
- Delaware Sports Museum and Hall of Fame
- Georgia Sports Hall of Fame
- ICC Cricket Hall of Fame
- International Bowling Hall of Fame
- International Boxing Hall of Fame
- International Gymnastics Hall of Fame
- International Jewish Sports Hall of Fame
- International Swimming Hall of Fame
- International Tennis Hall of Fame
- Lacrosse Museum and National Hall of Fame
- Michigan Sports Hall of Fame
- Minnesota Boxing Hall of Fame
- Mobile Sports Hall of Fame
- Mountain Bike Hall of Fame
- National Distance Running Hall of Fame
- National Italian American Sports Hall of Fame
- National Lacrosse League Hall of Fame (Indoor Lacrosse)
- National Wrestling Hall of Fame
- North Carolina Sports Hall of Fame
- ProRodeo Hall of Fame
- Scottish Sports Hall of Fame
- University of Iowa Athletics Hall of Fame
- USA Field Hockey Hall of Fame
- United States Bicycling Hall of Fame
- United States Bowling Congress Hall of Fame
- U.S. Figure Skating Hall of Fame
- United States National Ski Hall of Fame and Museum
- United States Naval Academy Athletic Hall of Fame
- U.S. Olympic Hall of Fame
- Virginia Sports Hall of Fame
- Volleyball Hall of Fame
- Welsh Sports Hall of Fame
- Wisconsin Athletic Hall of Fame
- Wisconsin Golf Hall of Fame
- World Figure Skating Hall of Fame
- World Golf Hall of Fame
- World Karate Union Hall of Fame
- World Tae Kwon Do Federation Hall of Fame

### Andra halls of fame
- Brian Allen Hall of Fame
- AIAS Hall of Fame
- Alabama Hall of Fame
- American National Business Hall of Fame
- American Quarter Horse Hall of Fame
- Australian Stockman's Hall of Fame
- Australian Television Logie Hall of Fame
- Automotive Hall of Fame
- Burlesque Hall of Fame
- California Social Work Hall of Distinction
- Canadian Business Hall of Fame
- Canadian Cartoonist Hall of Fame
- Canadian Medical Hall of Fame
- Canadian News Hall of Fame
- Circus Hall of Fame
- Consumer Electronics Hall of Fame
- Culinary Hall of Fame
- Freedom of Information Act Inquiry Hall of Fame
- Hall of Fame for Great Americans
- Insurance Hall of Fame
- International Space Hall of Fame
- The Jewish-American Hall of Fame
- Military Intelligence Hall of Fame
- National Agricultural Center and Hall of Fame
- National Cowboy Hall of Fame
- National Inventors Hall of Fame
- National Mining Hall of Fame
- National Museum of Dance and Hall of Fame
- National Toy Hall of Fame
- National Women's Hall of Fame
- New Jersey Hall of Fame
- North Dakota Cowboy Hall of Fame
- Robot Hall of Fame
- Science Fiction Museum and Hall of Fame
- Texas Cowboy Hall of Fame
- Toy Industry Hall of Fame
- Walhalla temple

## Walk of fame
- Anaheim Walk of Stars
- Australian of the Year Walk i Canberra
- Birmingham Walk of Stars i Birmingham, England
- Kanadas Walk of Fame i Toronto
- Gennett Walk of Fame i Richmond, Indiana
- Hollywood Walk of Fame
- Kazan Alley of Tatar Stars i Tatarstan, Ryssland[1]
- Landskrona Walk of Fame i Landskrona
- Long Beach Motorsports Walk of Fame
- Michigan Walk of Fame i Lansing, Michigan
- Minnesota Walk of Fame i Minneapolis
- Music City Walk of Fame i Nashville
- Sault Ste Marie Walk of Fame i Sault Ste. Marie, Ontario
- St. Louis Walk of Fame
- Trollhättans Walk of Fame i Trollhättan
- US Space Walk of Fame
- Walk of Game i San Francisco

### Fotnoter
1. ↑  "The Names of Munira Bulatova and Salavat Fatkhutdinov Light up on the Alley of Stars in Kazan" Arkiverad 10 november 2007 hämtat från the Wayback Machine. (ryska: На Аллее звезд в Казани зажглись имена Муниры Булатовой и Салавата Фатхудтинова)